# Skateboard

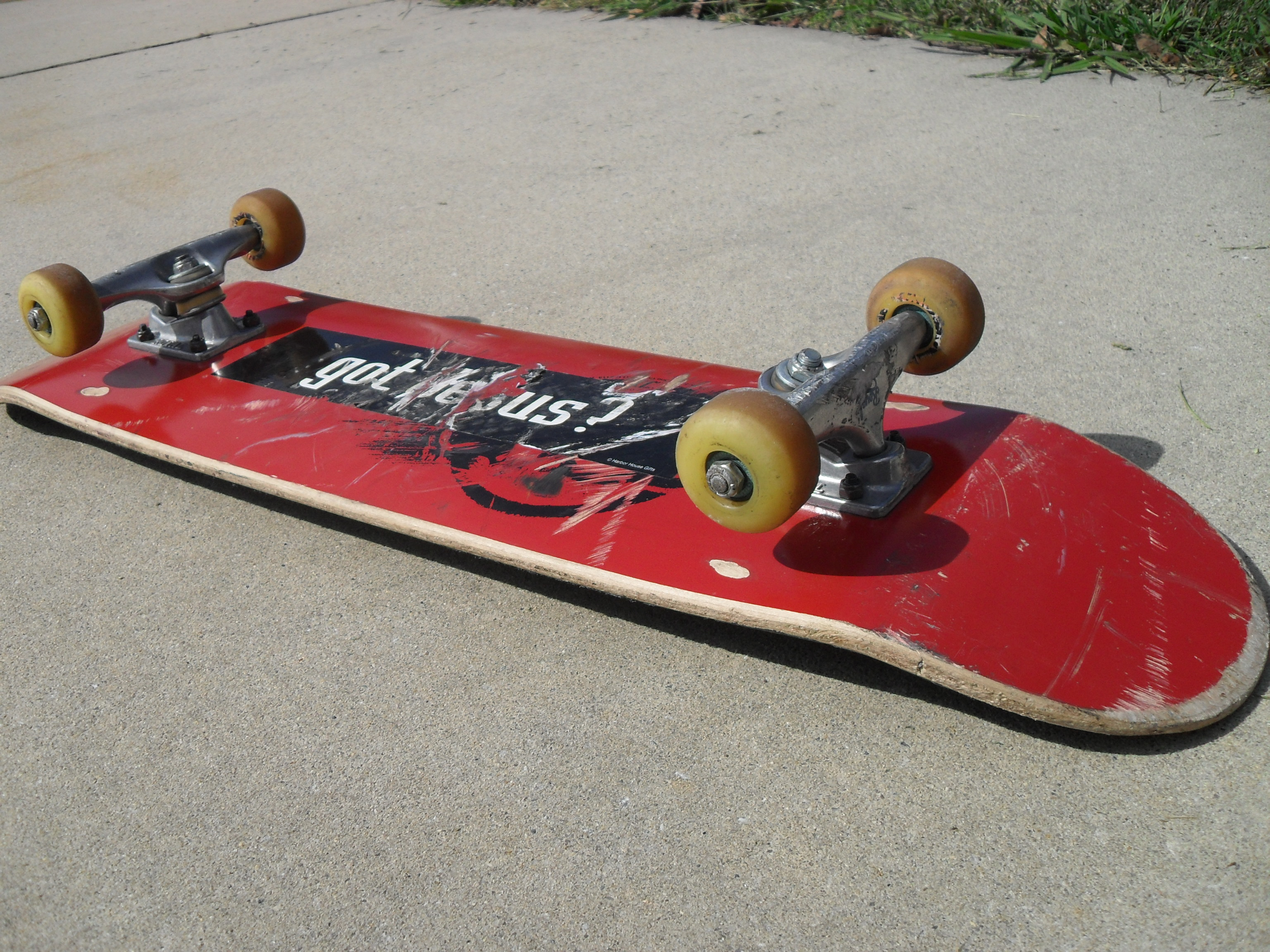
Klasický tvar skateboardu

Skateboard (též jezdící prkno) je deska se čtyřmi kolečky, která slouží pro sport zvaný skateboarding. Skateboardy se mohou lišit velikostí, tvarem, složením (výrobou) i materiálem. Za prapůvodní předchůdce skateboardu lze považovat prkna kalifornských surfařů, kteří ve 40. letech 20. století zatoužili po surfování bez čekání na mořskou vlnu. Proto přimontovali na malou dřevěnou desku ve tvaru surfu podvozky z kolečkových bruslí. Skateboard se skládá z desky slepené ze sedmi vrstev dýhy z kanadského javoru. Deska je opatřena podvozky tzv. trucky, na kterých jsou nasazena kolečka z polyuretanu. Standardně se používají tři druhy koleček: streetová (určená do města), parková (určená do skateparku) a longboardová (určená do města i pro vysoké rychlosti).

## Deska

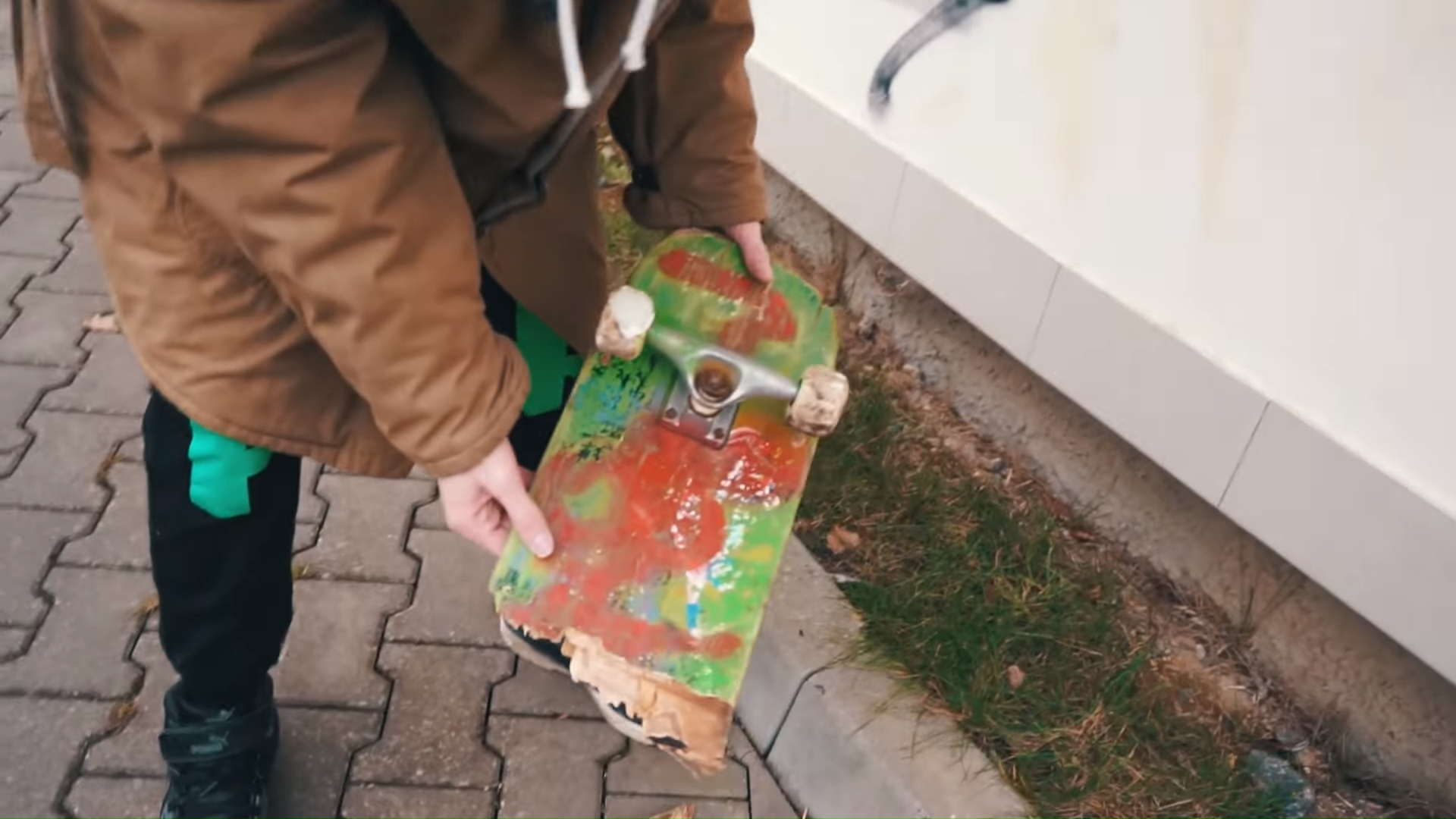
Detail skateboardu se zlomenou deskou

Moderní desky se dnes dají sehnat v různých velikostech. Většinou od 17,78 až 25,4 cm šířky (7 — 10 palců). Širší desky se využívají spíše kvůli své stabilitě nebo na rampy. Desky bývají 71,12 až 83,82 cm dlouhé. Spodek desky pokrývá většinou logo výrobce nebo je deska „holá“ (tzv. blank) se vzorem dřeva. Desky mají různé druhy „concave“, tedy prohnutí či zakřivení desky, většinou mellow, medium nebo high. Vršek desky pokrývá „griptape“.
Griptape je list papíru nebo tkaniny s lepidlem na jedné straně a povrchem podobným jemnému smirkovému papíru na straně druhé. Používá se pro lepší přilnavost boty k desce. Griptape je většinou černé barvy, ale existují tisíce barevných, potištěných kombinací nebo čirých druhů gripů.

## Trucky

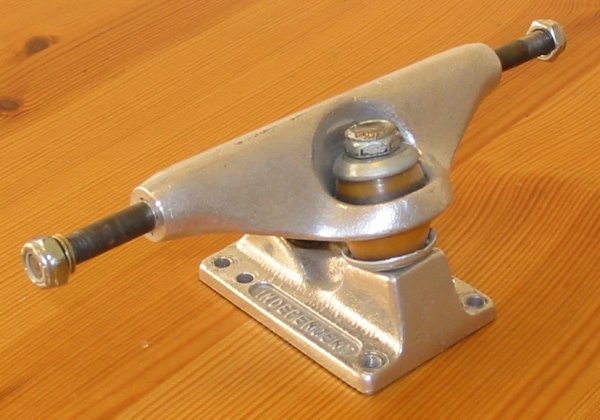
Skateboardový truck značky Independent

Na desce jsou připevněné dva kovové podvozky – trucky (obvykle ze slitiny hliníku), které spojují kola a desku. Trucky se skládají ze dvou částí. Spodní část trucku (baseplate) je přišroubována k desce. Baseplate je spojen s nápravou (hangerem) šroubem a silentbloky. Šroub zvaný kingpin drží obě části podvozku dohromady. Silentbloky (bushingy) tlumí nárazy a jsou nezbytné pro otáčení skateboardu. Čím tužší bushingy, tím je zatáčení náročnější. Čím měkčí bushingy, tím je zatáčení snazší. Utahováním nebo povolováním matice šroubu mohou být trucky nastaveny volně pro lepší zatáčení a pevněji pro větší stabilitu. Standardní kingpin matice je velikosti 3/8 palce – 24 tpi. Trucky se rozlišují podle velikosti na medium, high nebo low. Medium je klasický střed, high poskytují lepší rotaci při flipování a low trucky se používají na ježdění v bazénech (bowlech) nebo na větších rampách.

## Kolečka

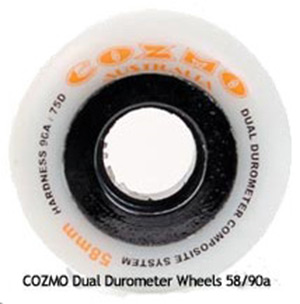
Kolečko

Kolečka jsou vyráběna z polyurethanu, vyrábí se v mnoha různých velikostech a tvarech (48 – 54 mm nebo 55 mm – 85 mm), aby vyhovovala různým druhům skateboardingu. Menší kolečka ve velikostech od 48 mm až po 55 mm se používají na klasickém skateboardu, zatímco kolečka o větších rozměrech 55 mm až po 85 mm a více se využívají díky své lepší přilnavosti a možnosti jet rychleji spíše na cruiser boardy nebo longboardy. Kola jsou také k dispozici v různých kategoriích tvrdosti obvykle v rozmezí od velmi měkké (zhruba Shore A 75) na velmi tvrdé (Shore A 101 a více).

## Ložiska

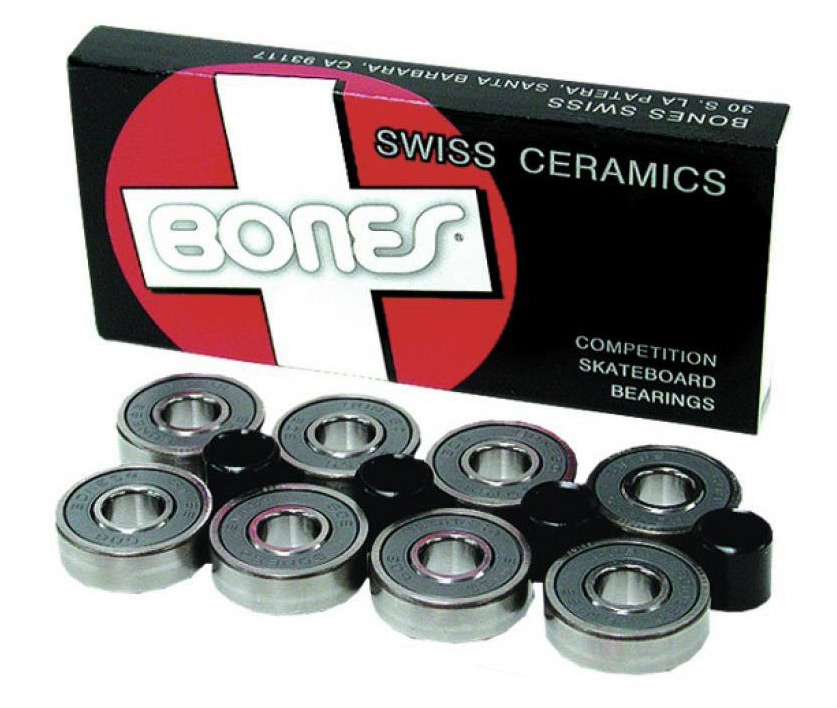
Ložiska

K rozpohybování skateboardu je zapotřebí 8 kusů ložisek. Ložiska jsou až na nějakou výjimku většinou průmyslový standard "608" velikosti, s otvorem 8 mm, vnějším průměrem 22 mm a šířkou 7 mm. Většina ložisek je odstupňována podle stupnice ABEC. Stupnice začíná ABEC 1 jako nejmenší, dále 3, 5, 7, 9. Je mylná představa, že čím vyšší ABEC, tím lepší. U ložisek je důležité hlavně jejich zpracování, materiál, mazání a jak dobře jsou udržovaná. Údržba zahrnuje především jejich pravidelné čištění a mazání.

## Hardware
Aby držely trucky pohromadě s deskou, je zapotřebí 8 kusů šroubků. Šroubky jsou buď křížového typu nebo inbus. Dále každý individuálně používá podložky pod trucky, které tlumí přímý náraz na desku. Osy trucků jsou osázeny matičkami UNC 5/16.

## Historie

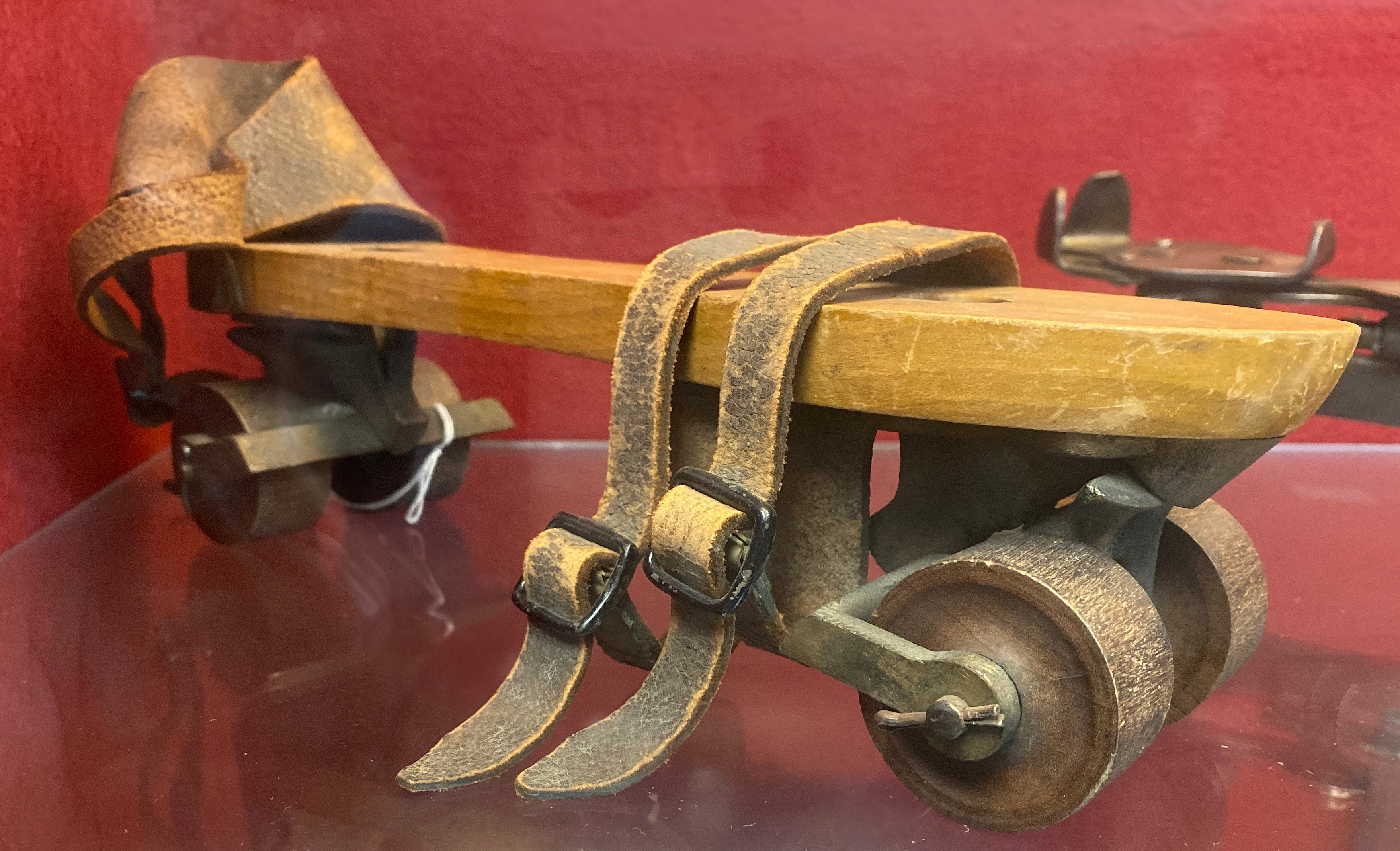
První kolečková brusle

Na počátku byla brusle Američana Jamese Leonarda Plimptona. V roce 1884 si americký vynálezce Levant M. Richardson zaregistroval patent na kuličková ložiska a v roce 1899 patent na revoluční typ podvozků kolečkových bruslí s centrálním šroubem a válcovým pryžovým silentblokem. Důležitými hráči na bruslařském trhu byly v první polovině 20. století společnosti Union Hardware a Chicago Roller Skate Company, které původní Richardsonův vynález zdokonalily. Po 2. světové válce se podvozky ustálily v takové podobě, jak je známe z rollerskatingu i skateboardingu dnes. Základem prvních skateboardů nicméně byly závěsy koleček z laciných kolečkových bruslí (vyráběné podle patentů S. Winslowa a M. C. Henleyho z osmdesátých let 19. století), lisované ze silného plechu a odpružené kusem gumy. Takové byly použity i na legendárním českém skateboardu Esarol z výrobního závodu Elektrodružstvo Praha.
Od dvacátých let 20. století se děti napříč celými Spojenými státy proháněly na „koloběžkách“ skate carts s podvozky z kolečkových bruslí namontovanými na dřevěné desce. K té byla obvykle připevněna dřevěná bednička s řídítky. Vozítka se stala inspirací pro prkénka, na kterých začali koncem padesátých let jezdit kalifornští surfaři, včetně jednoho z budoucích průkopníků skateboardingu Marka Richardse. V roce 1962 jeho obchod Val Surf uzavřel s firmou Chicago Roller Skate Company smlouvu o sériové výrobě skateboardů Roller Derby, s hliněnými kolečky a jednoduchými plechovými podvozky Winslowova a Henleyho typu. Ty kopírovala od osmdesátých let 19. století většina amerických výrobců. Západoněmecká firma Hudora a východoněmecká Trusetal (pozdější Germina) obchodovaly v Evropě s podobnými levnými a dostupnými bruslemi, které rozpohybovaly i prkénka v Československu. Podle fotografií z obrázkových časopisů je vyráběli místní kutilové, například Petr Kotting se na skateboardu z německých bruslí proháněl po Vinohradech a Kinského sadech v roce 1969. O deset let později už do pískových forem odléval skateboardové podvozky podle dostupných zahraničních vzorů. 
Kolečka na brusle se do druhé poloviny 20. století vyráběla z oceli, hliníku, dřeva, tvrdé gumy, silonu, sklolaminátu nebo z hliněného kompozitu. Použitelná byla na cementových a dřevěných podlahách, ale příliš tvrdá pro venkovní jízdu, kde se rychle opotřebovávala. Mezi dvěma světovými válkami se v Německu objevila nová plastická hmota – uretan. V šedesátých letech byla pozměněna jeho chemická struktura a mezi oceňované přednosti polyuretanu patřila pevnost, odolnost a pružnost. Z něho se zrodila bruslařská kolečka díky Vernonu Heitfieldovi z Virginie. Ten pracoval ve vojenském výzkumu na anténním systému schopném přežít výbuch atomové bomby. Uretanový obal antény se v praxi osvědčil a trvanlivost materiálu motivovala Heitfielda k tomu, aby ho zkusil použít i jinak. Pro svého syna Toma, který byl vášnivým bruslařem, vyrobil v roce 1967 sadu osmi koleček a dál experimentoval se složením hmoty tak, aby byla tvrdší a schopná udržet plechový kalíšek pro kuličky sypaného ložiska. O několik měsíců později oslovil Billa Buffingtona, majitele skating rinku Rollerdrome na Floridě, který „gumová“ kola otestoval a začal je prodávat pod názvem Roller Sports. V roce 1972 nasadil tato kolečka na svůj skateboard Frank Nasworthy a oslněn jejich jízdními vlastnostmi začal v Heitfieldově továrně Creative Urethans vyrábět vlastní modely Cadillac Wheels. Sada čtyř uretanových koleček ale zatím stála tolik, co nové prkénko s hliněnými koly. 
V roce 1973 navštívil Kalifornii obchodní cestující s polyuretanem z východního pobřeží Tony Roderick. Surfaře, kteří zde vyráběli skateboardy, zaujal Tonyho revoluční nápad – zpevnit měkká polyuretanová kolečka tvrdšími plastovými nebo hliníkovými středy a usadit do nich kuličková ložiska zalisovaná v kovovém pouzdře. Ta se používala v šicích nebo kopírovacích strojích. Richard Novak ze Santa Cruz Surf Shop ale objevil v elektromotoru vysavače podobné a cenově dostupnější ložisko typu 608. V té chvíli byl skateboard zkompletován do dnešní podoby.